# 斯氏線蟲科
斯氏線蟲科是小桿目線蟲的一個科。
斯氏線蟲屬（Sterinernema）這一個屬，是一個昆蟲病原線蟲的分類單元，屬於少數棲息於泥土，但又可以感染昆蟲的一種寄生蟲。這些物種的體內帶有Xenorhabdus屬的共生菌，能夠在線蟲透過昆蟲幼蟲的氣孔、口或肛門而使幼蟲感染而死亡，並為線蟲提供成長的環境。
本屬物種計有：
- 小卷蛾斯氏線蟲 Steinernema carpocapsae
- 夜蛾斯氏線蟲 Steinernema feltiae

## 防治對象
本科物種目前已知能夠防止下列物種：
- 地下害蟲：狗蝨仔幼蟲、螻蛄等，
- 莖幹害蟲：亞洲玉米螟、綿鈴蟲和柑桔蛀心蟲（桔小實蠅[7]）等。